# 運動器
運動器（うんどうき、英: bone and joint）とは、動物の器官の分類の一つで、身体を構成し、支え、身体運動を可能にする器官である。ヒトを含む脊椎動物では身体の支柱である全身の骨格と関節（骨格系）と、それらに結合する骨格筋、腱および靭帯が運動器に所属する。これらをまとめて運動器系（うんどうきけい）として扱う。

## 所属
- 骨
- 軟骨
- 骨格筋
- 腱
- 靭帯

## 機能
骨格
- 身体の保持
- 外力からの保護
- 血球の産生
- 鉱質の貯蔵

骨格筋
- 関節の運動
- 姿勢の保持
- 熱の産生

## 運動器検診
2014年（平成26年）4月30日に文部科学省から「学校保健安全法の一部改正」により「運動器等に関する検査を必須項目に追加」され、2016年（平成28年）4月1日より実施。従前の脊椎側彎症や胸郭の検診項目に、新たに上肢・下肢などの四肢や骨・関節の運動器障害についての検診項目が加わった。